# Cory Gardner
Cory Gardner, właśc. Cory Scott Gardner (ur. 22 sierpnia 1974 w Yuma, Kolorado) – amerykański polityk, senator ze stanu Kolorado od roku 2015, członek Partii Republikańskiej.